# Blaby
Blaby est un village et une paroisse civile du Leicestershire, en Angleterre. Il est situé dans le district de Blaby, à environ 8 km au sud de la ville de Leicester. Au moment du recensement de 2011, il comptait 6 194 habitants.
Le village est principalement connu avoir été l'un des premiers lieux de répétition du groupe Kasabian.